# Bunuri mobile din domeniul artă plastică clasate în patrimoniul cultural național al României aflate în județul Giurgiu
Acestă listă conține bunurile mobile din domeniul artă plastică clasate în Patrimoniul cultural național al României aflate la momentul clasării în județul Giurgiu.

## Tezaur
| Foto | Informații generale                                                      | Detalii tehnice | Descriere | Deținător                                    | Legături |
| ---- | ------------------------------------------------------------------------ | --- | --- | -------------------------------------------- | -------- |
|      | Mihai Viteazul Autor: Custos, Domenicus                                  | Datare: 1601 Școală: Atelier vienez; Școala flamandă Dimensiuni: 22x12 cm (hârtia, cu margini tăiate); 16x12 cm (cuveta) Material: gravură cu dăltița pe hârtie vărgată | Lucrarea este o filă din publicația lui Domenicos Custos, Atrium Heroicum Regnum […] Imaginibus Illustr[atum], Pars 1-4, Augsburg M. Manger, J. Praetorius 1601-1602. Portretul lui Mihai Viteazul (Michael II der Tapfere, Furst der Walachei, Stafhalter von Siebenburgen) face partea din partea a treia a publicației. Desenator și gravor activ la curtea împăratului Rudolf al II-lea, Domenicus Custos a publicat o întreagă galerie de protrete de mare improtanță documentară, remarcabile prin autenticitatea detaliilor. Mihai Viteazul a fost portretizat la curtea de la Praga în februarie 1601, când a fost primit cu entuziasm și când originalul a fost gravat pe aramă de iconograful curții, Aegidius Sadeler, fiind reluat în diverse variante. Exemplar rar, bine păstrat și imprimat. Dimensiunile originale ale tipăriturii erau de 30x19 cm, marginile tăiate au scos din imagine inscriptia GOTT din dreapta paginii. Inscripții: gravat sus deasupra portretului: MICHAEL PALATINUS VALACHIE, &c. pe rama portretului: MICHAEL PALATINUS VALACHIE, etc; sub portret: Si DEUS.O. uellet. Dacorum hic colla MICHAEL/ Eximeret Turca. Libera tota iugo / Deiecit ueteri pridem de uertice Dacum / Turca Assiae, Argolici rexg timendus agri. / Damna tamem tentans reperare priora MICHAEL, / Et veteres referens indole mentis auos; / Contendit (factum modo forte fauente fuisset, / Fiat adhuc) Daco pellere Thracalare. Însemnare fragmentară în peniță cu sepia dreapta sub cuvetă: III.3. | Muzeul Județean „Teohari Antonescu”, Giurgiu | Cimec    |
|      | La ceinture. Danse de roumanie/Brâul. Dans românesc Autor: Aman, Theodor | Datare: 1876 Școală: Școală românească Dimensiuni: 23x31 cm (cuveta); 25x32,5 cm Material: acvaforte; ac; hârtie vărgată                                                | Aman prezintă pentru amatorii din străinătate, în publicațiile editorului francez A. Cadart, un joc țărănesc din sudul țării, la marginea satului, lângă bordeie acoperite cu stuf. Grupul este alcătuit din patru mocani surprinși în mișcare; în stânga trei lăutari cântă la vioară, nai și darabană. În prim plan o femeie cu ținută statuară, privită din spate, ține în brațe un copil, poartă maramă și e în picioarele goale. Dansatorii poartă încălțăminte fantezistă, stil trubadur. Pentru categoria gravură și tirajul acestei planșe, un exemplar rar, foarte bine imprimat cu efecte puternice de ac. Inscripție și adresa sub cadru liniar mijloc: LA CEINTURE / (Danse de roumanie); dr.: Vve A.Cadart, Edit. Imp. 56 Bard Haussmann, Paris. Stadiul IV, cu inscripții sub cadru liniar stg: LE MUSÉE DE DEUX MONDES, dr. Librairie Bachelin Deflorenne. | Muzeul Județean „Teohari Antonescu”, Giurgiu | Cimec    |

## Fond
| Foto | Informații generale                                                                                                   | Detalii tehnice | Descriere | Deținător                                    | Legături |
| ---- | --- | --- | --- | -------------------------------------------- | -------- |
|      | Domnitorul Constantin Mavrocordat Autor: Jaquet, Jules                                                                | Datare: sf. sec. XIX Școală: Școala franceză Dimensiuni: 28x17,5 cm (hârtia); 20x15 cm (cuveta) Material: gravură cu dăltița pe hârtie vărgată    | Gravură executată după un tablou original al lui Jean-Etienne Liotard (1702-1789), care a aparținut tatălui său, Gheorghe Mavrocordat. Inscripții gravat mijloc sub cadru: LE PRINCE CONSTANTIN MAUROCORDATO / D'APRÉS LE TABLEAU ORIGINAL / APPARTENANT À Mr. LE PRINCE GEORGES MAUROCORDATO. Voievod al Moldovei și valahiei, despot luminat care a încercat unele reforme în ambele țări, Constantin Mavrocordat este figurat în costum sobru de aparat, fără elemente spectaculoase, artistul încercând să surprindă mai mult psihologia și finețea spirituală a personajului decât detaliile costumului. | Muzeul Județean „Teohari Antonescu”, Giurgiu | Cimec    |
|      | Carol I Autor: Aman, Theodor                                                                                          | Datare: 1874 Școală: Școala românească Dimensiuni: 41x28,5 cm (hârtia); 7x5,5 cm (cuveta) Material: acvaforte și ac pe hârtie vărgată             | Imaginea tânărului domnitor este executată după o fotografie realizată de Franz Duschek, păstrată azi în colecția Muzeului "Th. Aman" din București. Gravura cu detalii foarte fine în ac îl prezintă bust, din trei sferturi spre dreapta, cu barbă pătrată și mustață răsucită, poartă uniforma militară cu decorații. Semnat gravat dreapta sus: Aman fecit [1874]; Stadiul II, tiraj postum (A. Maniu-M. Teișanu, 1934). | Muzeul Județean „Teohari Antonescu”, Giurgiu | Cimec    |
|      | Tour de l'horologe. Batie pendant l'ocupation turque. Giurgievo (Valachie) Autor: Raffet, Auguste-Denis-Marie         | Datare: 1839 Școală: Școala franceză Dimensiuni: 31x24 cm (hârtia); 23x21 cm (cuveta) Material: litografie; hârtie de China; lipită               | Desenul după care s-a executat litografia a fost realizat de A. Raffet în 1837 cu ocazia expediției științifice întreprinsă de contele Anatol Demidoff în Rusia, însoțit de o echipă de savanți. Lucrările artistului francez vor ilustra ca un film observațiile științifice din Voyage dans la Russie Meridionale et la Crimee, par la Hongrie, la Moldavie et le Valachie (Paris, 1838-1848). Observator atent și înzestrat cu spirit etnografic, Raffet surprinde atmosfera orientală de la Giurgiu, localitate dominată pe atunci de turnul construit asemenea unui minaret, în epoca ocupației otomane. Clădirile improvizate, bordeiul acoperit cu olane, personajele, dintre care cei doi călăreți înarmați cu iatagane și pistoale evocă lumea misterioasă a Orientului. Inscripții litografiate sub cadru stânga: Chez Gihaut frères éditeurs boulevart des Italiens, 5; mijloc: TOUR DE L'HORLOGE./ bâtie pendant l'occupation turque/ Giourgevo (Valachie) 11 Juillet 1837; dreapta: Imp. Par Auguste Bry, rue du Bac 134. Semnat și datat litografiat dreapta jos în cadru: raffet 1839. | Muzeul Județean „Teohari Antonescu”, Giurgiu | Cimec    |
|      | Popas la munca câmpului Autor: Aman, Theodor                                                                          | Datare: 1934 Școală: Școala românească Dimensiuni: 24x33 cm (hârtia); 12x15,5 cm (cuveta) Material: acvaforte și ac pe hârtie                     | Compoziție cu grup de țărani odihnindu-se lângă niște căpițe, în stânga o gospodărie. Pretext pentru artist de a studia atitudini în timpul repaosului din lucru (patru personaje prânzesc, două sunt figurate în picioare). Raportul echilibrat de alb-negru este susținut de hașurația tip "foin", în toate direcțiile, ce conferă imaginii un aspect de spontaneitate. Tiraj postum (A. Maniu-M. Teișanu, 1934). Placa de aramă a gravurii se află în colecția Muzeului Th. Aman din București. | Muzeul Județean „Teohari Antonescu”, Giurgiu | Cimec    |
|      | Wallachai. Festung und Dorf Schurtschui (Valahia. Cetatea și localitatea Giurgiu) Autor: Saar, Alois von              | Datare: 1826 Școală: Școala austriacă Dimensiuni: 34x46 cm (hârtia); 24x34 cm (cuveta) Material: litografie; hârtie                               | Lucrarea aparține uneia dintre cele mai frumoase publicații de vedute din prima jumătate a secolului al XlX-lea, Donau Ansichten vom Ursprunge bis zum Ausflusse ins Meer editată inițial de Adolf Kunicke și Jakob Alt la Viena, între 1821-1824. Desenele, litografiate de diverși autori, au fost executate după natură de Jakob Alt până la Belgrad, iar de la Belgrad la Marea Neagră de un autor mai puțin renumit, Ludwig Erminy, mai dornic de a se aventură pe drumurile primejdioase ale Dunării aflate atunci în Imperiul Otoman. Dotat cu spirit de observație, topograf și etnograf, Erminy este un desenator riguros, de atmosferă. Peisajele sale realizate de-a lungul Dunării au fost litografiate de A. Kunicke, H. Wolff sau Alois von Saar. lmaginea cetății Giurgiu (probabil confundată cu Enisala) se profilează în depărtare pe malul stâng al fluviului în timp ce în prim plan sunt figurați băștinași, într-un ansamblu compozițional ce se succede în adâncime, asemeni unor decoruri teatrale culisante, amintind de schemele peisagisticii olandeze. Litograful traduce atmosfera romantică a desenului apelând la o gamă de griuri argintii specifice debutului aceste tehnici. | Muzeul Județean „Teohari Antonescu”, Giurgiu | Cimec    |
|      | Wallachische Fuhrleute (Căruțași vahahi) Autor: Weber, Henrik                                                         | Datare: 1855 Școală: Școală maghiară Dimensiuni: 27x36,5 cm (hârtia); 20x28 cm (cuveta) Material: litografie colorată; hârtie                     | Reputat pictor Biedermeier, Weber a lucrat și scene cu caracter etnografic, evocând costume, obiceiuri sau peisaje din Ardeal, în spiritul colecțiilor de albme cu tipologii atât de gustate în epocă. Planșa dedicată căruțașilor valahi le descrie portul (căciulă, pieptar din blană de oaie, cămașă lungă albă încinsă cu chimir din piele și cizme), mijloacele de transport (căruțe cu coviltir trase de cai, pline cu baloturi de marfă) cât și relațiile de afaceri rezolvate în timpul popasului la vamă, cu negustorul maghiar identificat prin costum (pălărie cu boruri largi de păstor, pipă, surtuc cu brandenburguri, șorț din piele și cizme). Perspectiva panoramată și desenul cu detalii accentuează caracterul documentar al planșei. Inscripții litografiate sub cadru în mijloc: Ausgeführt A[...] lnstitut von Arnz & Comp in Düsseldorf / Wallachische Fuhrleute; Olah szekres; Rouliers valaques / Gegen jede Nachbildung verwahrtes Eigenthum u. Verlag v. Hermann Geibel in Pesth. | Muzeul Județean „Teohari Antonescu”, Giurgiu | Cimec    |
|      | Constantino Serbano principe di Valacchia (Constantin Șerban) Autor: Alex (Sander, Alexander Kaczeanovski ?)          | Datare: 1894 Școală: Școală românească Dimensiuni: 20x25 cm (hârtia); 18,5x14,5 cm (cuveta) Material: litografie; șabăr pe hârtie                 | Iconografia domnitorilor din Principate a constituit o preocupare constantă a istoricilor și deopotrivă a artiștilor din a doua jumătate a secolului al XlX-lea, chemați să ilustreze manuale școlare sau diverse publicații. Portretul lui Constantin Șerban Basarab este executat de Sander după gravura originală, operă realizată cu dăltița de II Bianchi (specializat în reproducerea desenelor lui Bloemaert), gravură ce datează din a doua jumătate a secolului al XVIII. Costumația stereotipă (tunică cu guler rotund în jurul gâtului, cu brandenburguri, caftan cu guler de blană și pe cap coif rotund, ornat cu surguci și pene de struț) este compensată oarecum de trăsăturile fizionomiei de la care nu lipsește însă mustața groasă, atribut al unui ideal de frumusețe moldo-valah, posibil într-o galerie de portrete ce amintește de cea de la castelul Ambras din Innsbruck. Semnat și datat litografiat dreapta jos în cadru: ALEX [18]94. Inscripții litografiate sub cadru mijloc: COSTANTINO SERBANO PRINCIPE Dl VALACCHIA; stânga jos: A Blouem deli.; drepata jos: II Bianchi fecit.                                                                                              | Muzeul Județean „Teohari Antonescu”, Giurgiu | Cimec    |
|      | Wallachisches Fuhrwerk (Atelaj valah) Autor: Krostewitz, Fritz                                                        | Datare: 1899 Școală: Școală germană Dimensiuni: 35x45 cm (hârtia); 18,5x30 cm (cuveta) Material: acvaforte; oțel; hârtie                          | Fritz Krostewitz alege să reproducă pictura Atelaj valah, o căruță prezentată în goana cailor, trecând un pod din lemn într-un peisaj de câmpie, străjuit de case sărăcăcioase acoperite cu paie. Căruțele și căruțașii români erau vestiți pentru viteza și eficiența lor în condițiile precare ale drumurilor desfundate. Gravorul surprinde cu acuitate intenția pictorului de a împleti elementul etnografic cu redarea iureșului mișcării și a forței nestăvilite a cailor. Inscripții gravate stânga în cadru: Ad. Schrayer; sub cadru: AD SCHRAYER PXT., mijloc sub cadru: WALLACHISCHES FRUHWERK ; stânga jos: Druck & Verlag der Geselschaft f. vervielf. Kunst in Wien.; dreapta jos: Viervielfäligung vorbehalter. | Muzeul Județean „Teohari Antonescu”, Giurgiu | Cimec    |
|      | Infanterie valaque defilant au pas de course. Bukharest (Valachie) Autor: Raffet, Auguste-Denis-Marie                 | Datare: 1839 Școală: Școală franceză Dimensiuni: 36x48 cm (hârtia); 19x34 cm (cuveta) Material: litografie; hârtie de China; lipită pe suport     | Planșă din Voyage dans la Russie Meridionale et la Crimée, par la Hongrie, la Moldavie et le Valachie (Paris, 1838-1848). Tânăra infanterie română în ținută de gală defilează în pas alergător pe un câmp de instrucție de lângă București. Trăsura contelui Demidof care asistă în civil la demonstrație este figurată pe un deal de unde se văd în perspectivă și Bucureștii. Costumul infanteriștilor este de influență occidentală, cu chipiu înalt decorat cu acvila valahă, tunică trei sferturi și raniță, pantaloni lungi strînși de pantof. Artistul surprinde mișcarea alertă a șirurilor de soldați, printr-o largă perspectivă panoramată. Inscripții litografiate sub cadru stânga: Chez Gihaut frères éditeurs boulevart des Italiens, 5; mijloc: INFANTERIE VALAQUE DÉFILANT AU PAS DE COURSE/ (Bukarest (Valachie) 16 Juillet 1837; dreapta: Imprime par Auguste Bry, rue Favart, No. 8. | Muzeul Județean „Teohari Antonescu”, Giurgiu | Cimec    |
|      | La jok. Danse valaque. Tchernecz, Valachie/La joc. Dans valah din Cerneți, Valahia Autor: Raffet, Auguste-Denis-Marie | Datare: 1839 Școală: Școală franceză Dimensiuni: 27,5x36,5 cm (hârtia); 18x27 cm (cuveta) Material: litografie; hârtie                            | Planșă din Voyage dans la Russie Meridionale et la Crimee, par la Hongrie, la Moldavie et le Valachie (Paris, 1838-1848), ce prezintă un joc de nuntă din Cerneți, unul dintre primele popasuri ale expediției Demidoff în Valahia. Compoziția se axează pe jocul celor șase dansatori, în costume pitorești, amestec de costume populare românești și orientale. În prim plan, doi lăutari țigani execută muzica, pe care joacă în ritm rapid grupul de dansatori conduși de un staroste ce ține hangul cu o bâtă. În fundal, sub un șopron sărăcăcios printre asistenți, sunt figurați ofițeri din suita contelui Demidoff. Desenul este plin de nerv, cu detalii ce subliniază un amestec etnografic plin de pitoresc. Inscripții litografiate dreapta sus deasupra cadrului: 10; jos sub cadru, stânga: Chez Gihaut frèeres éditeurs boulevart des Italiens, 5 ; mijloc: LA JOK / Danse valaque / Tchernecz (Valachie) 9 Juillet 1837; dreapta: Imprime par Auguste Bry, rue Favart, 8. | Muzeul Județean „Teohari Antonescu”, Giurgiu | Cimec    |
|      | Tour de l'horologe. Batie pendant l'ocupation turque. Giurgievo (Valachie) Autor: Raffet, Auguste-Denis-Marie         | Datare: 1839 Școală: Școala franceză Dimensiuni: 48x34 cm (hârtia); 24x17 cm (cuveta) Material: litografie; hârtie de China; lipită pe suport     | Planșă din Voyage dans la Russie Meridionale et la Crimee, par la Hongrie, la Moldavie et le Valachie (Paris, 1838-1848), în care Raffet prezintă turnul din Giurgiu, construit în timpul dominației otomane asemeni unui minaret. Construcțiile improvizate și cei doi călăreți orientali subliniază o atmosferă de exotism oriental. Inscripții litografiate sub cadru stânga: Chez Gihaut frèeres éditeurs boulevart des Italiens, 5; mijloc: TOUR DE L'HORLOGE. / bâtie pendant l'occupation turque/ Giourgevo (Valachie) 11 Juillet 1837; dreapta: Imp. par Auguste Bry, rue du Bac 134. | Muzeul Județean „Teohari Antonescu”, Giurgiu | Cimec    |
|      | Valachie (Valahia) - pagina de titlu Autor: Raffet, Auguste-Denis-Marie                                               | Datare: 1837 Școală: Școală franceză Dimensiuni: 35x49 cm (hârtia); 21,5x26,5 cm (cuveta) Material: litografie; hârtie de China; lipită pe suport | Planșă din Voyage dans la Russie Meridionale et la Crimee, par la Hongrie, la Moldavie et le Valachie (Paris, 1838-1848), pagina de titlu pentru capitolul Valahia. Artistul decorează pagina cu o vinietă reprezentând o pereche de țărani valahi în carul tras de boi în peisajul plat, de câmpie al Bărăganului. În fundal o moară de vânt. Femeia poartă maramă și ține la sân un copil adormit; bărbatul, privit din spate mână boii, poartă suman și căciulă. În car este figurată și o ploscă din lemn pentru apă. Observația realistă și grija pentru detaliu conferă planșelor executate de Raffet și un pregnant caracter documentar. Inscripții litografiate sus, mijloc: VALACHIE/1837; jos, stânga: Chez Gihaut frèeres éditeurs boulevart des Italiens, 5; mijloc: Paysans valaques; dreapta: Lith d'Auguste Bry, rue Favart 8. | Muzeul Județean „Teohari Antonescu”, Giurgiu | Cimec    |
|      | Barbier tsigane. Foire de Giurgievo (Bărbier țigan la Târgul din Giurgiu) Autor: Raffet, Auguste-Denis-Marie          | Datare: 1839 Școală: Școala franceză Dimensiuni: 33,5x48,5 cm (hârtia); 17x27 cm (cuveta) Material: litografie pe hârtie groasă                   | Planșă din Voyage dans la Russie Meridionale et la Crimee, par la Hongrie, la Moldavie et le Valachie (Paris, 1838-1848), ce prezintă o secvență din parcursul expediționar la Giurgiu. Târgul organizat de Sf. Gheorghe este modest, o aglomerare de corturi improvizate și care trase de boi. Târgoveții, femei cu marame și orientali cu fesuri sunt risipiți în jurul corturilor cu produse. Primul plan este dominat de cortul arătos, în dungi pe care flutură drapelul tricolor, al unui bărbier țigan figurat în plină acțiune; în dreapta un grup de țărani joacă hora. Un câine de pripas accentuează atmosfera de abandon oriental. Desenul pentru litografie constituie în sine o compoziție ce ar putea fi cu succes preluată pentru o eventuală pictură. Inscripții litografiate stânga sub cadru: Chez Gihaut frèeres éditeurs boulevart des ltaliens, 5 ; mijloc: BARBIER TSIGANE / Foire de Giourjevo (Valachie 11 Juillet 1837); dreapta: Imprime par Auguste Bry, rue Favart , 8. | Muzeul Județean „Teohari Antonescu”, Giurgiu | Cimec    |
|      | Fata cu ulcioare Autor: Paciurea, Dimitrie                                                                            | Datare: 1919-1920 Dimensiuni: 32 x 12 x 12 cm Material: bronz turnat, la pământ, cizelat și patinat brun                                          | Reprezentare stilizată a unui nud de fată redat în picioare și purtând în mâini câte un ulcior. Semnat dreapta jos lateral: D. Paciurea. Nedatat. Marca turnătoriei - V.V. Rășcanu. Piesa a fost reținută de I.J.F.P. Giurgiu. | Direcția Județeană pentru Cultură, Giurgiu   | Cimec    |
|      | Nud cu eșarfă galbenă Autor: Pallady, Theodor                                                                         | Datare: 1940-1941 Dimensiuni: 89,5 x 63,8 cm Material: ulei pe carton                                                                             | Nud de femeie în interior, așezat pe un fotoliu, cu o eșarfă galbenă peste șolduri. Semnat centru stânga, de două ori, creion (sub piciorul drept al personajului): „TPallady”; în pastă, monogramă (pe volumul aflat în fundal): „TP”. Inscripție stânga sus, în creoian, sub stratul principal: „90”, într+un oval. Inscripție verso, dreapta sus: „Dr. Emil Ottulescu”. | Direcția Județeană pentru Cultură, Giurgiu   | Cimec    |
|      | Autoportret Autor: Aman, Theodor                                                                                      | Datare: 1851 Dimensiuni: 0,15 x 0,11 m (fereastră) Material: laviu de tuș cu accente de guașă și acuarelă                                         | Autoportret al pictorului Theodor Aman. Lipit în pastpartu. Semnat cu monogramă și datat în creion, dreapta jos: „TA /1851”. | Direcția Județeană pentru Cultură, Giurgiu   | Cimec    |